# Christian Bock (Radsportler)
Christian Bock (* 26. August 1958) ist ein ehemaliger deutscher Radrennfahrer und nationaler Meister im Radsport.

## Sportliche Laufbahn
Sein erster größerer Erfolg war der dritte Platz bei der deutschen Meisterschaft auf der Bahn im Zweier-Mannschaftsfahren 1977 mit seinem Partner Wolfgang Schäffer. Im gleichen Jahr wurde er erster Deutscher Meister im Punktefahren. In 1978 gewann er erneut die Deutsche Meisterschaft im Punktefahren, belegte den dritten Platz in der Mannschaftsverfolgung 1978 und wurde dann auch gemeinsam mit seinem Partner Henry Rinklin deutscher Meister im Zweier-Mannschaftsfahren. Ein Jahr später gewann er mit der RSG Böblingen das Meisterschaftsrennen in der Mannschaftsverfolgung. 1980 konnte er diesen Titel verteidigen. 1981 gewann er dann die Silbermedaille. Ab 1983 trat er bei Rennen kaum noch in Erscheinung.

## Familiäres
Sein Vater Otto Bock war in den 1950er-Jahren selbst ein erfolgreicher Radrennfahrer und danach langjähriger Funktionär im Radsport, unter anderem als Vorsitzender des RSV Landau-Mörlheim.